# Eutreta decora
Eutreta decora es una especie de insecto del género Eutreta de la familia Tephritidae del orden Diptera.

## Historia
Stoltzfus la describió científicamente por primera vez en el año 1977.